# Міжнародна хімічна олімпіада

Лого Міжнародної хімічної олімпіади 2015 року, що відбулась в Баку (Азербайджан)

Міжнародна хімічна олімпіада (англ. International Chemistry Olympiad, IChO) — міжнародне щорічне змагання з  хімії для школярів, яке проходить кожного разу в іншій країні та триває приблизно один тиждень.
У 2018 році МХО проходитиме у Братиславі (Словаччина) та у Празі (Чехія). В історії МХО, це 50-річчя конкурсу.

## Історія
Ідея проведення Міжнародної олімпіади з хімії була ініційована в колишній Чехословаччині в 1968 у. Вона була розроблена з метою збільшення числа міжнародних контактів та обміну інформацією між країнами. Запрошення були направлені в комітети всіх соціалістичних країн, крім  Румунії. Однак у травні 1968 а, відносини між  Чехословаччиною і  Радянським Союзом стали настільки делікатними, що тільки Польща і Угорщина взяли участь у першому міжнародному конкурсі.
Перша Міжнародна олімпіада з хімії відбулася в  Празі з 18 по 21 червня 1968 а. Кожна з трьох країн-учасниць направили команду з шести учнів, а також чотири теоретичних завдань були вирішені. Керівні принципи для наступного змагання вже запропонували. Друга олімпіада з хімії відбулася в 1969 у в Польщі та Болгарії також взяли участь. Кожна команда складалася з п'яти учнів, і експериментальний конкурс був доданий. Було прийнято рішення запросити більше соціалістичних країн майбутньому змагання і, щоб обмежити кількість учнів до чотирьох. Третя олімпіада у 1970 році був організований в Угорщині, НДР, Румунії та  Радянського Союзу, нові країни. У цьому конкурсі, більш ніж в три призи були розподілені серед учнів.

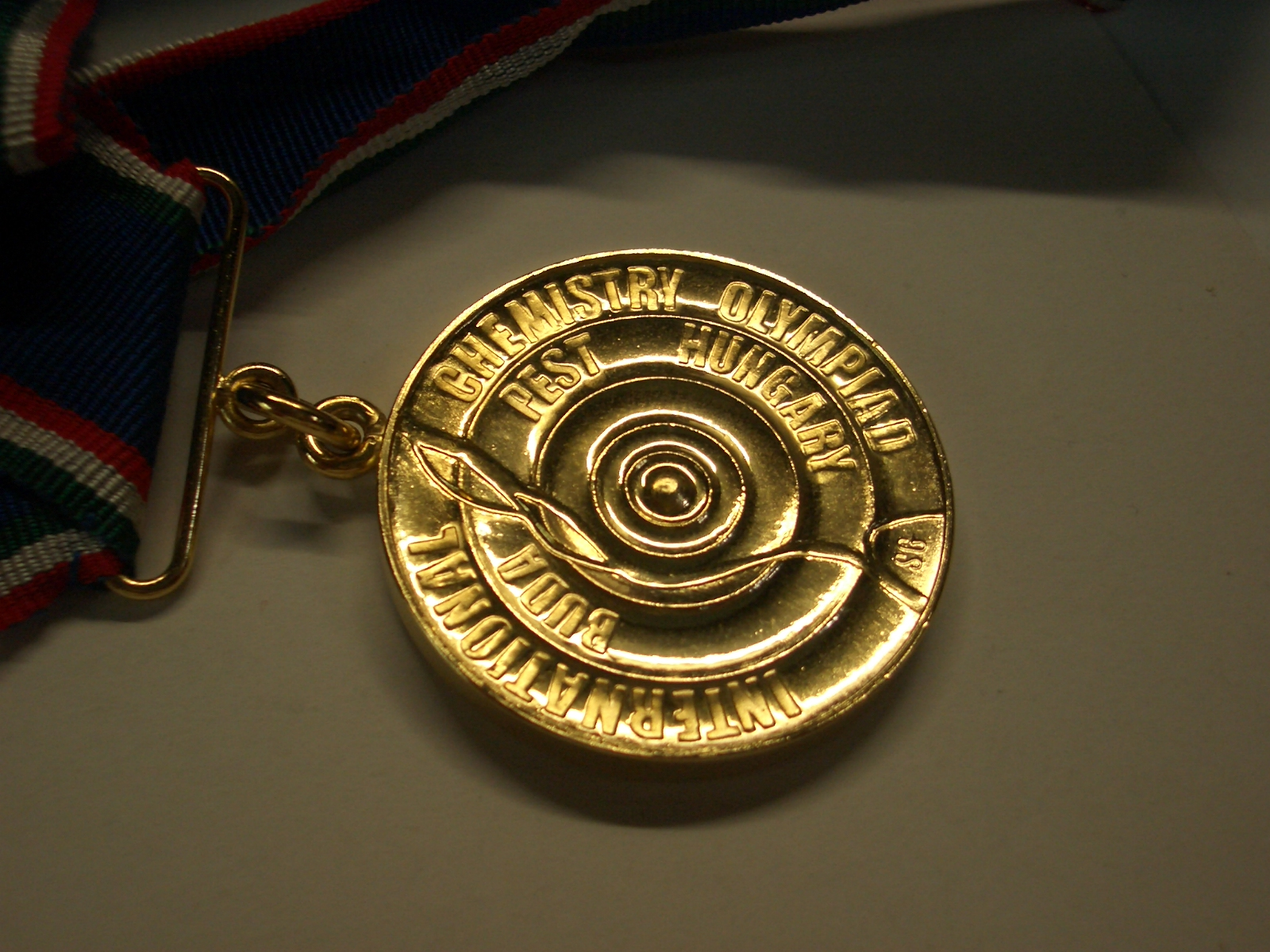
Золота медаль на 40-й Міжнародній хімічній олімпіаді, що відбулась у 2008 році в м. Будапешт, Угорщина

У 1974 році Румунія запропонувала Швеції та Югославії на Олімпіаду в Бухаресті, Німеччина і Австрія направили спостерігачів. Федеративна Республіка Німеччина була першою країною НАТО з спостерігачем даний час, і це було тільки в стані відбувається тому, що уряд Брандта були контракти на Сході. Таким чином, в 1975 році, Західна Німеччина, Австрія і Бельгія також взяла участь у Міжнародній олімпіаді з хімії. Перша Олімпіада не в соціалістичній країні відбулася 1980 році в Лінці в Австрії, хоча Радянський Союз не брав участі. З тих пір кількість країн-учасниць постійно зростає. У 1980 році лише 13 країн взяли участь, але це число збільшилося до 21 в 1984 році Олімпіади в Франкфурт-на-Майні. З падінням залізної завіси і розпаду Радянського Союзу на незалежні держави на початку 1990-х років, кількість учасників збільшилася знову. Крім того, зростаючий інтерес азійських і латиноамериканських країн стало очевидно, з числом учасників. Всього 47 делегацій взяли участь у 1998 році.
В даний час 73 країни беруть участь у Міжнародній олімпіаді з хімії.

## Мета
Мета олімпіад, сформульована в § 1 Правил олімпіад це:
- стимулювати інтерес молоді до хімії,
- укріпляти дружбу молодих людей із різних країн,
- сприяти міжнародній співпраці та взаєморозумінню.

## Умови змагань
Офіційною мовою олімпіади є англійська (згідно зі статутом МХО всі завдання країна-організатор повинна також надати й українською мовою). Всі учасники оцінюються на їх індивідуальному заліку. Вони базуються на результатах теоретичних і практичному випробувань з основних розділів хімії:
- Органічна хімія;
- Неорганічна хімія;
- Фізична хімія;
- Аналітична хімія;
- Біохімія;
- Спектроскопія.[2]

На останньому засіданні члени журі затверджують пропозиції організаторів щодо розподілу медалей. За Правилами, кількість золотих медалістів становить від 8 до 12% від загальної кількості учасників, срібних − від 18 до 22% і бронзових — від 28 до 32%. Цікаво, що члени журі (ментори) знають лише бали, набрані членами їхньої команди, але не мають інформації ані щодо оцінок інших учасників, ані щодо максимально набраних балів і приймають рішення щодо визначення медалістів, фактично, всліпу. Інтрига стосовно того, хто з учасників стане медалістом і яку медаль одержить, залишається до закінчення церемонії нагородження.

## Підготовка та участь команд України в Міжнародних олімпіадах
У 1978 році на X олімпіаді золоту медаль виборола десятикласниця з Києва Олена Рибак.
З 1994 року окремою командою на цих олімпіадах представлена Україна.
Підготовка команд України для участі в МХО вимагає окремих зусиль. Адже навіть відносно прості завдання МХО здатні розв′язати лише учні, які мають отримали глибоку теоретичну та експериментальну підготовку. Переможці всеукраїнської олімпіади, які здобули право взяти участь у відбірково-тренувальних зборах з формування національної команди, одержують комплект підготовчих задач майбутньої МХО, умови та розв′язки останніх міжнародних олімпіад та настанови з теоретичної та експериментальної підготовки.
Відбірково-тренувальні збори звичайно проводяться в травні й тривають від 6 до 10 днів. Під час зборів досвідчені викладачі і науковці, серед яких чимало і колишніх переможців олімпіад, читають учасникам лекції, проводять семінари з найскладніших питань, що увійшли до програми майбутньої міжнародної олімпіади. Учасники зборів виконують експериментальні роботи, що відбивають зміст підготовчого комплекту, розв′язують теоретичні і практичні задачі, які за рівнем складності, змістовним наповненням і формою відповідають завданням МХО.
Традиційно найбільше проблем при підготовці команд України до участі в МХО викликає практична підготовка. Це пов′язано як з майже повним зникненням хімічного експерименту із загальноосвітніх шкіл, так і з невідповідністю матеріального оснащення базових хімічних практикумів в українських університетах (та й у більшості інших ВНЗ на пост-радянському просторі) сучасним міжнародним вимогам.
І все ж таки, завдяки функціонуванню усталеної системи національних хімічних олімпіад, натхненної праці десятків викладачів провідних
університетів, науковців, учителів, аспірантів, студентів, команди України на Міжнародних хімічних олімпіадах на рівних змагаються з найкращими збірними інших країн. За 22 роки 88 українських учасників МХО завоювали 86 медалей — 16 золотих, 36 срібних, 34 бронзових.
| Рік проведення | Країна-організатор | Золото | Срібло | Бронза | Диплом учасника |
| -------------- | ------------------ | ------ | ------ | ------ | --------------- |
| 2017           | Таїланд            | —      | 3      | 1      | —               |
| 2016           | Грузія             | —      | 2      | 2      | —               |
| 2015           | Азербайджан        | —      | 4      | —      | —               |
| 2014           | В'єтнам            | 2      | 2      | —      | —               |
| 2013           | Росія              | 3      | —      | 1      | —               |
| 2012           | США                | 1      | 2      | 1      | —               |
| 2011           | Туреччина          | —      | 1      | 3      | —               |
| 2010           | Японія             | —      | 2      | 2      | —               |
| 2009           | Велика Британія    | —      | 1      | 3      | —               |
| 2008           | Угорщина           | 3      | 1      | —      | —               |
| 2007           | Росія              | —      | 1      | 3      | —               |
| 2006           | Південна Корея     | 1      | 2      | 1      | —               |
| 2005           | Тайвань            | —      | 3      | 1      | —               |
| 2004           | Німеччина          | 2      | 2      | —      | —               |
| 2003           | Греція             | 1      | 1      | 2      | —               |
| 2002           | Нідерланди         | 1      | 3      | —      | —               |
| 2001           | Індія              | —      | —      | 4      | —               |
| 2000           | Данія              | —      | 1      | 3      | —               |
| 1999           | Таїланд            | —      | 4      | —      | —               |
| 1998           | Австралія          | —      | 2      | 1      | 1               |
| 1997           | Канада             | 1      | 2      | 1      | —               |
| 1996           | Росія              | —      | 3      | 1      | —               |
| 1995           | КНР                | —      | 1      | 2      | 1               |
| 1994           | Норвегія           | 1      | —      | 3      | —               |